# Ślęzaki (gromada)
Ślęzaki – dawna gromada, czyli najmniejsza jednostka podziału terytorialnego Polskiej Rzeczypospolitej Ludowej w latach 1954–1972.
Gromady, z gromadzkimi radami narodowymi (GRN) jako organami władzy najniższego stopnia na wsi, funkcjonowały od reformy reorganizującej administrację wiejską przeprowadzonej jesienią 1954 do momentu ich zniesienia z dniem 1 stycznia 1973, tym samym wypierając organizację gminną w latach 1954–1972.
Gromadę Ślęzaki z siedzibą GRN we Ślęzakach utworzono – jako jedną z 8759 gromad na obszarze Polski – w powiecie tarnobrzeskim w woj. rzeszowskim na mocy uchwały nr 34/54 WRN w Rzeszowie z dnia 5 października 1954. W skład jednostki wszedł obszar dotychczasowej gromady Ślęzaki ze zniesionej gminy Baranów Sandomierski oraz przysiółek Janówka z dotychczasowej gromady Jadachy ze zniesionej gminy Chmielów w powiecie tarnobrzeskim, ponadto przysiółek Janówka z dotychczasowej gromady Majdan ze zniesionej gminy Majdan w powiecie kolbuszowskim w tymże województwie. Dla gromady ustalono 14 członków gromadzkiej rady narodowej.
30 czerwca 1960 gromadę zniesiono, włączając jej obszar do gromady Dąbrowica w tymże powiecie.